# Inocyclus
Inocyclus — рід грибів родини Parmulariaceae. Назва вперше опублікована 1915 року.